# Vaglia (Itàlia)
Vaglia és un comune (municipi) de la ciutat metropolitana de Florència, a la regió italiana de la Toscana, situat uns 15 km al nord de Florència.
L'1 de gener de 2018 tenia 5.134 habitants.
Dins el municipi es troba la Villa Demidoff, que allotja les restes de la Villa di Pratolino, una villa patricia renaixentista.
El territori comunal també inclou el Santuari de Montesenario, un dels més importants de la Toscana.